# Allan Hodgkiss
Allan Hodgkiss (* 20. April 1917 in East Ham, London, als Allan Henry Hodgkins; † 5. Mai 1986 in Southend-on-Sea) war ein britischer Jazzmusiker (Gitarre).
Hodgkiss wuchs in einer musikalischen Familie auf; die Mandoline war ein beliebtes Instrument in der Familie. Sein älterer Bruder war der Saxophonist Jack Hodgkins, der in Marineorchestern tätig war. Gemeinsam mit dem Rhythmusgitarristen Jack Llewellyn begleitete er in den 1940er Jahren Stéphane Grappelli. Als Django Reinhardt nach dem Zweiten Weltkrieg nach England kam, um mit Grappelli zu spielen, nahmen Hodgkiss, Jack Llewellyn und Bassist Coleridge Goode mit den beiden 1946 in den Abbey Road Studios acht Titel auf. In den 1940er und 1950er Jahren spielte Hodgkiss mit vielen bekannten Bands, darunter denen von Henry Hall, Carlo Krahmer (Aufnahmen 1949 mit Jimmy und Marian McPartland) sowie Nat Temple. Auch nahm er mit George Shearing auf. Tom Lord verzeichnet (als Alan Hodgkins) sieben Einspielungen zwischen 1943 und 1949. Dann wurde seine professionelle Karriere durch eine Epilepsieerkrankung eingeschränkt.
Neben der Tätigkeit als professioneller Gitarrist unterrichtete Hodgkiss auch; zu seinen Gitarrenschülern gehörte Bert Weedon.